# XXL (アルバム)
『XXL』（エックスエックスエル）は、日本のシンガーソングライター・岡崎体育が2017年6月14日にSME Recordsから発売した2枚目のオリジナルアルバムである。

## 概要
- 前作『BASIN TECHNO』から約1年1か月ぶりのオリジナルアルバム。今作の発売が発表されるにあたり、「オリコンアルバム週間ランキング6位以内、セールス10万枚以上」の目標を掲げており[1]、目標の一つであったオリコンウィークリーチャートでは初登場2位を記録したが、2017年7月現在10万枚以上のセールスは到達していない。
- インディーズ時代に発表された「Snack」と「鴨川等間隔」は、今作に収録されるにあたり再録音・再レコーディングを行っている。

## ミュージック・ビデオ
- 今作に収録されている「感情のピクセル」、「Natural Lips」、「式」はリードトラックとしてミュージック・ビデオが制作された。「感情のピクセル」は、寿司くんが監督を[2]、「Natural Lips」と「式」は岡崎自身が監督を務めている。

## 収録曲
1. XXL [3:13]
作詞・作曲・編曲：岡崎体育
2. 感情のピクセル [4:16]
作詞・作曲：岡崎体育
編曲：PABLO a.k.a. WTF!?
3. Natural Lips [4:09]
作詞・作曲：岡崎体育
編曲：シライシ紗トリ
4. Horoscope [4:47]
作詞・作曲・編曲：岡崎体育
5. まわせPDCAサイクル [3:20]
作詞・作曲・編曲：岡崎体育
6. 電車で聴くと映画の主人公になれる曲 (Interlude) [2:26]
作詞・作曲・編曲：岡崎体育
7. Open [3:26]
作詞・作曲・編曲：岡崎体育
8. 観察日記 [3:58]
作詞・作曲・編曲：岡崎体育
9. Snack [3:18]
作詞・作曲・編曲：岡崎体育
10. 鴨川等間隔 [5:56]
作詞・作曲：岡崎体育
編曲：岡崎体育 & クズノ
11. 式 [4:15]
作詞・作曲・編曲：岡崎体育

### 初回限定盤DVD
| #  | タイトル                                                                              | 作詞           | 作曲・編曲     |
| -- | ------------------------------------------------------------------------------------- | -------------- | -------------- |
| 1. | 「感情のピクセル（Music Video）」(監督：寿司くん)                                     |                |                |
| 2. | 「Natural Lips（Music Video）」(監督：岡崎体育)                                       |                |                |
| 3. | 「式（Music Video）」(監督：岡崎体育)                                                 |                |                |
| 4. | 「岡崎体育といっしょ! バーチャル食事デート体験 その1」                                | 監督：岡崎体育 | 監督：岡崎体育 |
| 5. | 「岡崎体育といっしょ! バーチャル食事デート体験 その2」                                | 監督：岡崎体育 | 監督：岡崎体育 |
| 6. | 「JINRO presents 岡崎体育ワンマンツアー「シマウマの中でも比較的凶暴なほう」幕間映像」 | 監督：岡崎体育 | 監督：岡崎体育 |

## 参加ミュージシャン
- PABLO：Guitar , Bass Programming (#2)
- 山内‘‘masshoi’’優：Drums (#2)
- Ray Parker. Jr.：Guitar (#3)
- Jerry Barnes：Bass (#3)
- シライシ紗トリ：Other Instruments (#3)
- クズノ (the PARTYS / WEIRD)：Guitar (#9,10)
- 向井真吾 (the PARTYS / WEIRD)：Bass (#9,10)
- ヤマトマン (OKOJO)：Drums (#9,10)